# Scott (catálogo filatélico)

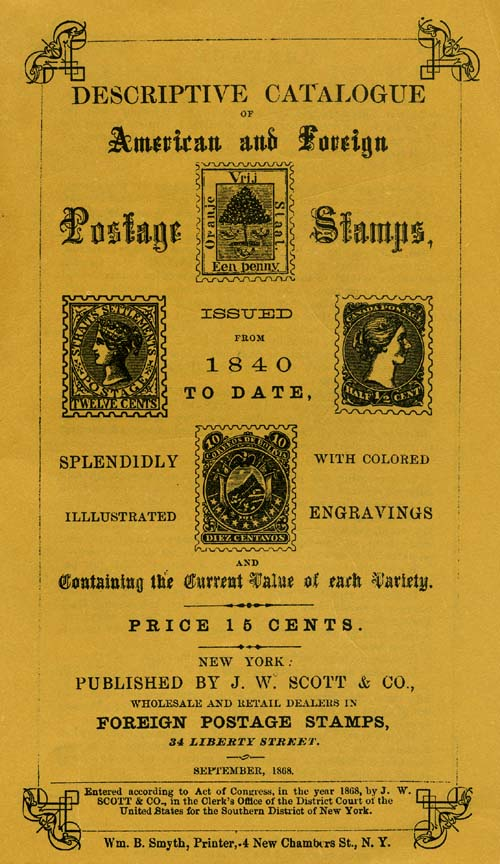
Capa do primeiro catálogo Scott, de 1868

O Catálogo filatélico Scott, publicado pela Scott Publishing Co., subsidiária do grupo Amos Press, é um catálogo de selos postais de todo o mundo que os seus editores consideram que são emitidos para serem utilizados como franquia postal. Em 2008 era constituído por seis grossos volumes, com actualização anual, disponíveis também sob a forma de CD e DVD. O sistema de numeração usado pelo Scott para identificar selos é de utilização generalizada entre os colecionadores dos Estados Unidos e do Canadá.
Os editores do Scott, pelo facto deste ser o catálogo dominante dos Estados Unidos, detêm grande poder sobre o que é considerado ou não um selo postal. Por exemplo, nos anos 1960s os países dos Emirados Árabes Unidos emitiram selos que nunca chegaram a ser colocados à venda nos correios, razão pela qual o catálogo Scott não os lista nas suas páginas. Não ser listado no Scott significa, normalmente, que a maioria dos comerciantes filatélicos americanos se recusaram a transaccionar os referidos selos.
O Scott também não lista os selos dos países a quem o governo americano decretou um embargo ou, nalguns casos, lista-os mas não indica preços. Tal é devido, em grande parte, porque o Scott e os comerciantes e colecionadores americanos estão proibidos de importar e comprar os selos desses países (sendo que nesses casos se usa, tipicamente o Michel. As flutuações da política americana tem o reflexo equivalente no Scott, sendo por esse motivo que os selos da Líbia e do Vietname do Norte reapareceram recentemente no Scott após uma ausência de vários anos.

## História
O primeiro catálogo Scott foi um panfleto de 21 páginas com o título "Descriptive Catalogue of American and Foreign Postage Stamps, Issued from 1840 to Date, Splendidly Illustrated with Colored Engravings and Containing the Current Value of each Variety" ("Catálogo Descritivo de Selos Postais Americanos e Estrangeiros, Esplendidamente Ilustrado com Gravações Coloridas e Contendo o Valor Actual de cada Variedade"). Foi publicado em Setembro de 1868 por John Walter Scott, um dos primeiros comerciantes filatélicos de Nova Iorque, com o objectivo de listar todos os selos do mundo, com preços para cada um. Um aviso no interior do catálogo alerta os leitores para o facto de ser "simplesmente impossível para alguém possuir sempre todos os selos" em stock. O catálogo original foi sujeito a reimpressão.
Em anos posteriores, a empresa Scott deixou de transaccionar selos embora tenho continuado a publicar o catálogo, proporcionando progressivamente mais detalhe à medida que a filatelia evoluía e os colecionadores se iam sofisticando. Para além da informação factual sobre selos, o catálogo apresenta preços baseados em análise de mercado e vendas reportadas no ano anterior. Em 2006, e apesar das alterações efectuadas para poupar espaço, o catálogo completo tinha mais de 5.000 páginas.

## Sistema de numeração
O sistema de numeração Scott atribui números simples para selos postais regulares, e usa prefixos em letras maiúsculas para tipos filatélicos específicos, como "C" para correio aéreo. Os números são geralmente consecutivos; existem falhas na sequência, sobretudo entre os selos mais antigos, em que alguns selos foram renumerados, bem como em selos mais recentes, onde os editores deixaram propositadamente espaços para selos adicionais em determinadas séries. Se surgirem mais selos do que os previstos, é adicionado uma letra como sufixo ou, para alterações recentes, os selos serão renumerados. As pequenas variantes, tal como sombras ou erros, são assinalados com uma letra minúscula em sufixo pelo que, por exemplo, o "C3a" representado na imagem indica uma variação (neste caso um erro) no selo 3 de correio aéreo dos Estados Unidos.
Dada o seu grande valor comercial, os editores do catálogo Scott registaram os direitos (copyright) do seu sistema de numeração, concedendo licenças de utilização limitadas a terceiros. A inconsistência com que a Scott aplica o licenciamento resultou numa batalha jurídica com a Krause Publications que se especula não ter sido bem sucedida para a Scott uma vez que a Krause continua a referenciar os números Scott. As diversas tentativas de estabelecer uma numeração alternativa de divulgação generalizada ainda não foi bem sucedida.

## Organização
O catálogo Scott está organizado em 6 volumes com  o seguinte conteúdo:
- Volume 1: Estados Unidos e Países A-B
- Volume 2: Países C-F
- Volume 3: Países G-I
- Volume 4: Países J-O
- Volume 5: Países P-Si
- Volume 6: Países So-Z

É também publicado um volume especializado em selos e envelopes do Estados Unidos, bem como na sua história postal, conhecido genericamente como "Soctt Specialized" e considerado como o catálogo definitivo de referência sobre selos postais americanos. Este catálogo inclui mais informação que o volume 1 da edição normal, com ênfase especial em variedades e erros. Este catálogo tem actualizações anuais e suplementos de preços duas vezes por anos, na Primavera e no Outono.